# 브라이언 맥나이트

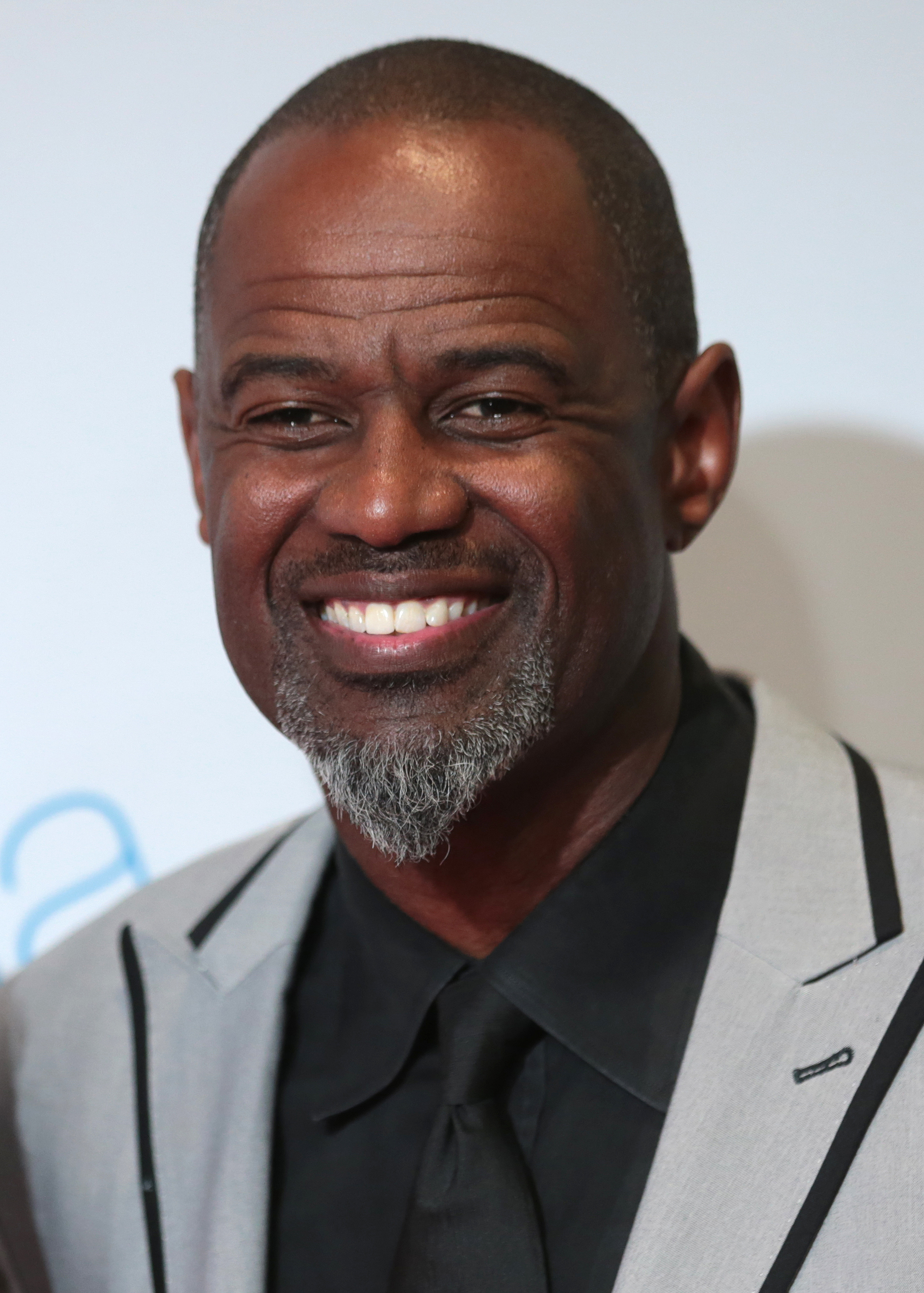
2017 셀러브리티 파이트 나이트에 참석한 맥나이트

브라이언 켈리 맥나이트(Brian Kelly McKnight, 1969년 6월 5일 ~ )는 미국의 팝 싱어송라이터이자, 음반 프로듀서이다. 그는 피아노, 베이스, 기타, 튜바, 트럼본, 트럼펫 등을 연주할 수 있다. 대중들은 그의 스타일을 스티비 원더와 비슷하다고 말한다. 현재 미국의 한 지역에서 아들 둘을 얻었다. 현재까지 메이스, 퍼프 대디, 넬리, 저스틴 팀버레이크, 크리스티나 아길레라, 보이즈 투맨, 머라이어 캐리, 퀸시 존스 등 수많은 팝스타들과 작업했다.